# Kerstin Preßler
Kerstin Preßler (* 2. Februar 1962 in Augsburg) ist eine ehemalige deutsche Langstreckenläuferin.
1986 holte sie ihren ersten von vier nationalen Meistertiteln im 10.000-Meter-Lauf (weitere folgten 1987, 1988 und 1990), siegte beim Darmstädter Stadtlauf und wurde Deutsche Meisterin im Straßenlauf über die Distanz von 25 Kilometer. Im darauf folgenden Jahr gewann sie die 25 km von Berlin, bei denen sie in den beiden Vorjahren Zweite geworden war. Bei den Leichtathletik-Weltmeisterschaften 1987 wurde sie Zehnte über 10.000 Meter in der bundesdeutschen Rekordzeit von 31:56,80 min. Kurz danach gewann sie den Berlin-Marathon mit dem Streckenrekord von 2:31:22 h, und im Frühling des darauf folgenden Jahres wurde sie als Zweite des Hamburg-Marathons Deutsche Vizemeisterin in 2:30:37 h.
Beim Marathon der Olympischen Spiele 1988 kam sie als beste bundesdeutsche Läuferin auf den 21. Platz. Beim New-York-City-Marathon desselben Jahres wurde sie Fünfte.
1989 wurde sie Deutsche Vizemeisterin im Crosslauf und über 10.000 Meter und belegte den dritten Platz beim Berlin-Marathon. 1990 siegte sie beim Houston-Marathon und beim Frankfurt-Marathon, außerdem wurde sie deutsche Meisterin im Straßenlauf über 15 Kilometer und Zweite beim Pittsburgh-Marathon. 1991 siegte sie beim Paderborner Osterlauf auf der 10-Kilometer-Strecke. 1992 stellte sie als Dritte des Los-Angeles-Marathons mit 2:29:40 h ihren persönlichen Rekord auf und holte ihren dritten nationalen Titel im Straßenlauf (erneut über 15 Kilometer). Bei den Olympischen Spielen 1992 scheiterte sie über 10.000 Meter im Vorlauf. Zum Abschluss ihrer leistungssportlichen Karriere wurde sie im Herbst dieses Jahres Zehnte beim New-York-City-Marathon.
Die 1,60 m große und 50 kg schwere Athletin startete für die Neuköllner Sportfreunde, den LAC Halensee und den OSC Berlin. 2002 wurde sie europäische Seniorenmeisterin über 10.000 Meter und holte mit der Mannschaft des OSC Berlin den nationalen Titel im Marathon.

## Bestzeiten
- 800 m: 2:07,75 min, 29. Juni 1986, Berlin
- 1500 m: 4:17,91 min, 28. Juni 1986, Berlin
- 3000 m: 8:57,00 min, 18. August 1989, Berlin
- 5000 m: 15:37,47 min, 1. Juni 1989, Frankfurt am Main
- 10.000 m: 31:55,52 min, 19. Juli 1990, Dortmund
- Halbmarathon, 1:13:00 h, 20. September 1992, Great North Run
- Marathon: 2:29:40 h, 1. März 1992, Los Angeles